# Melissa Ashley
Melissa Ashley, född Melissa Weiland 24 augusti 1978, är en amerikansk porrskådespelerska. Hon har också gjort flera filmer som Anne Howe. Ashley är dotter till Mary Anne Weiland som var porrskådespelerska på 1970-talet. Ashley debuterade 1998 när hon besvarade en annons om nakenfotografering.
Ashley har mycket liten byst, vilket gjort att hennes verk stundtals blivit misstänkta för att vara barnpornografi. Hon har flera gånger vittnat i domstol för att motbevisa sådana anklagelser. Max Hardcore filmade en scen med henne som skolflicka tillsammans med Catalina.